# 非公式協力者
非公式協力者（独: Inoffizieller Mitarbeiter; IM、または非正規協力者Informeller Mitarbeiter、秘密情報提供者Geheimer Informator、秘密諜報員Geheimer Informant、と呼ばれることもある）は、東ドイツで隠れて国家保安省（シュタージ）に情報を提供していた民間人を指す。最終的には、約18万9千人の非公式協力者がおり、その情報網は東ドイツのほぼあらゆる社会領域を覆っていた。ドイツ社会主義統一党独裁制が持つ最も重要な弾圧手段のひとつであった。
非公式協力者や、秘密情報提供者という概念は、かつてのドイツの警察用語や西ドイツで秘密協力者を指すVマンという言葉から距離を置くために、シュタージが意図的に選んだものである。
ドイツ再統一後に、シュタージのアーカイブが開館したことで、多数の非公式協力者の存在が白日の下にさらされた。これら非公式協力者によるスパイ活動が明らかになったことで多くの友人関係や夫婦関係が壊れることにもなった。
再統一以降、非公式協力者という概念は、他の諜報機関で働いている人にも用いられるようになった。

## 非公式協力者の数

非公式協力者数の推移（1950-1989）

シュタージは、非公式協力者の情報網を東ドイツ全国民に使うことができた。非公式協力者のネットワークは、東ドイツの監視システムの基本的な要素のひとつであり、正式なシュタージの職員が関係を持っていなかった集団への監視も可能であった。たくさんの反体制派、例えば芸術家や教会のグループのなかにも非公式協力者がいたため、シュタージはいわゆる「敵対的・否定的人物」（シュタージの専門用語）の活動についても情報を得ることができた。
シュタージは、組織が存在していた期間の合計で、およそ62万4千人の非公式協力者を囲っており、構成員の数は、東ベルリン暴動やベルリンの壁建設、東西緊張緩和のような国内問題のたびに、突如として増加した。1970年代の半ば、非公式協力者は、20万人にまで達し、最大の人員数となった。1970年代終わりには、非公式協力者をさらに専門化するという方針に変更されたため、その数は若干減少している。最終的には、シュタージは173,081の非公式協力者を雇っていた（1989年12月31日時点で、偵察総局を除く）。2010年のヘルムート・ミューラー・エンベルクの研究によると、1989年の非公式協力者は、18万9千人としている。この結果からは、一人の非公式協力者が、89人の東ドイツ国民を監視していたことになる。非公式協力者の割り当ては、地域ごとに異なっていた。最も非公式協力者の密度が高かったのは、コトブス、シュヴェリーン、マクデブルクであり、最も密度が少なかったのはベルリン、ハレ、ライプツィヒであった。
非公式協力者の大部分は国内で活動していた。外国での非公式協力者の情報網の規模については、いくつかのデータが提示されている。それによると、海外の非公式協力者（偵察総局含む）のうち、およそ3千人が西ドイツの「作戦地域」で、300～400人が他の西側諸国で活動していたと算出されている。西ドイツで、シュタージの活動に携わっていた人は、1万2千人であるとされている。このうち、シュタージの任務で西ドイツに移住した東ドイツ国民も多かったものの、大部分は西ドイツで生まれ、東ドイツに対するシンパシーを感じて、シュタージのために活動していた。
非公式協力者は主に男性で、東ドイツの非公式協力者は83%、西ドイツの非公式協力者は72%であり、ドイツ社会主義統一党に属していた。特に25歳～40歳のグループが勢力的に活動しており、その年齢の全東ドイツ国民の割合は24%であったが、非公式協力者の割合は30%～40%であったのに対して、25歳未満や年金生活者の数は少なかった

## 活動
基本的な活動は、非公式協力者の個人的・職業的な環境から、人びとの行動を報告することであった。仲のいい友人や家族をスパイすることも珍しくなかった。ドイツ再統一後に、このことが暴露されて、友人関係や夫婦関係を壊すことも多かった。政治的信条から活動する人もあれば、優遇措置を約束されて活動する人もいたし、脅迫されて活動した人もいた。シュタージへの協力する期間は、平均で6年～10年であったが、それよりも長く続くこともありえた。
非公式協力者の内部では、役割分業することも重要であった。GMS（安全保障のための社会的協力者）と、IMB（外国諜報機関を監視する非公式協力者）、IMS（安全保障のための非公式協力者）のあいだには、大きな違いがあった。非公式協力者ではなかった人たちからの調査と報告に基づいた情報収集活動が行われることもあった。例えば、監視対象の隣人などである。シュタージからやっかいな政治的敵対者と評価された人びと（敵対的・否定的人物）に対して、その人びとの個人的環境からたくさんの非公式協力者を募って監視した。

## 非公式協力者の類型
1980年から1989年まで有効であったシュタージ（エーリッヒ・ミールケ）の1/79方針は、非公式協力者の任務を決定し、以下の類型に分類した。
非公式特務協力者（IMA）
「作戦地域（西ドイツ）」における「攻撃的」措置のために動員された。当時のマスメディアに情報を売りだすために、西ドイツのジャーナリストとの接触を優先的に行った。この任務は、持続的に、断続的または一回限りで行われた。最終的にはシュタージは、16人の西ドイツの非公式特務協力者を確保していた。
共謀共同防止または敵対行動の疑いのある人物に対する直接処理のための非公式協力者（IMB）
このタイプは、最も重要な非公式協力者であり、彼らはシュタージに敵対的と判断された人物と直接的な接触を持ち、その人物から信頼されていた。直接、作戦段階に動員された。このため個々の担当協力者は、当該人物を監視・スパイするために、非社会主義経済圏に滞在することもでき、スパイ用器具や外貨を持つことができた。シュタージにとって特に関心があったのは、反体制派集団に属している人や、教会の職務についている人びとであった。非社会主義経済圏でのそのような人びととの関係を持った人が、このタイプの非公式協力者となった。例えば、協会、組織、党のメンバーなどがそうであったが、西ドイツの情報機関の職員（例えば警察、連邦憲法擁護庁、連邦情報局）との行政上の関係を持っていた人もそうであった。シュタージがそのような共謀共同を把握すれば、強制的に東ドイツ内で募集するということも試みられた。このタイプは、1980年に、IMF（作戦地域に対する共謀共同に対する国内防止のための非公式協力者）や、IMV（敵対行動の疑いのある人物の処理および暴露に直接従事する非公式協力者）との関係で作られた。1968年までは、単に「秘密協力者」（GM）と呼ばれていただけであった。最終的にシュタージはこのタイプの協力者として約3,900人を確保していた
特殊出動非公式協力者（IME）
このタイプは、シュタージの特殊任務のために動員された非公式協力者で、特殊な知識を持っていた（例えば筆跡観点や毒性学など）。監視や捜査に専門特化していて、要職に就いていた。1968年までは「特殊出動の秘密協力者」（GME）と呼ばれていた。1988年には7,167人が確保されていた
諜報確保のための非公式協力者（IMK）
このタイプは、シュタージの様々な兵站上の任務のために動員された。それぞれの任務に応じた略字があった。シュタージにアジトや部屋、物品を提供する略字はKWやKOであり、シュタージに仮の住所や電話番号を提供することは、IMK/DAや IMK/DTと呼ばれた。それ以外の業務でシュタージの諜報を支援する人は、IMK/Sと呼ばれた。1989年には、30,500人の人員が確保された。
政治作戦の支援及び責任範囲の安全保障のための非公式協力者（IMS)
このタイプは、企業、社会施設、研究教育施設、国立研究所などの領域で活動する人びとであり、特に理由なく、人びとの行動を報告していた。疑うべき局面を早期に発見し、防止するよう働きかけ、自らの責任範囲内部での安全保障に貢献した。1968年までは「秘密情報提供者（独: Geheimer Informator）」と呼ばれていた。最終的には93,600人の人員を確保しており、非公式協力者のなかでは最大であった。
安全保障のための社会的協力者（GMS）

官民の指導的な地位で活動しており、「党的」で「国家意識的」な態度を取ることになっていた。情報収集のために動員され、他の非公式協力者の負担を軽減した。通常は、「敵対的・否定的人物」への直接的な「処理」には関わっていなかった。シュタージの終焉が始まったころには、33,000人の人員が確保されていた
非公式協力者監督（FIM）
「作戦経験」を持ち、監督に適した非公式協力者は、「シュタージの任務において、作戦従事者を管理・指導」することができた。任務を受けた際に、さらに自主的に作戦遂行をすることができた。1968年までは「秘密主要情報提供者」（GHI）と呼ばれていた。最終的には4,591人の非公式協力者監督がいた。さらに偵察総局は、26人の非公式協力者監督を西ドイツに投入していた。
非公式協力者の候補者
非公式協力者に優先的に徴発される予備段階にあった人びとである。非公式協力者の予備段階が設置されており、重点的に採用された。しばしば、これらの人びとはかつて人物操作作戦に属していた。募集が約束されると、実際の採用段階がはじまり、非公式協力者の予備役は、候補者の同意に基づいて、正式な非公式協力者の段階になった。他の場合には、その段階が突然中止になり、お蔵入りになる場合もあれば、いわゆる作戦段階に変更になると、その中で弾圧を行うための器具が与えられるか、他の非公式協力者が候補者への手本を見せるように派遣された。

## 歴史的総括
シュタージ書類管理連邦受託機関の施設には、公式上のたくさんのシュタージ職員だけでなく、無名で知られていない非公式協力者も採用された。そのことが可能だったのは、（他の官庁とは違って）受託機関の職員がかつてのシュタージ職員であるかどうかのチェックが、極度にずさんに行われていたからである。例えば、最初のシュヴェリーンの受託機関の支局長は、公に対して遠慮なく説明した。「誰もが自分自身でチェックすることで一致した」。1998年に判明したのは、あるシュタージの非公式協力者（シュピーゲル紙によると「デリア」という女性）が、この時点まで、この支局の文書アーカイブを管理していたことだった。そこからは重大な結論は引き出されなかった。
東ドイツを歴史的に総括するときに、繰り返し、当時の非公式協力者であったと指摘された作家に対する訴訟が行われてきた。ドイツの裁判所の一部は、矛盾した判決を下した。最終的には2010年12月に「エアフルトの当時のシュタージのスパイが、控訴審でインターネット上に実名を挙げることを禁止するよう訴えたが失敗した」。